# Berlinale 1959

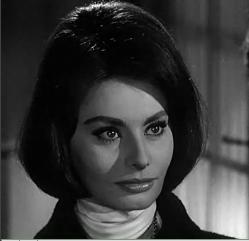
Cliché recadré de Sophia Loren, dans le film Le Couteau dans la plaie

La Berlinale 1959 est le 9e festival du film de Berlin qui s'est déroulé du 26 juin 1959 au 7 juillet 1959.
En 1959, la Berlinale se déroule politiquement dans le contexte de la crise de Berlin, que Nikita Khrouchtchev avait déclenchée lorsqu'il a unilatéralement révoqué le statut de quatre puissances de Berlin en 1958.

## Jury
- Robert Aldrich (Président du jury)
- Johan Jacobsen
- Charles Ford
- John Bryan
- Ignazio Tranquilli
- Shigueo Miyata
- Wali Eddine Sameh (ar)
- O. E. Hasse
- Gerhard Prager
- Fritz Podehl
- Walther Schmieding

## Sélection officielle
Les films suivants ont été présentés en compétition officielle : 
| Titre                              | Réalisateur                | Pays de production | Acteurs                                                                   |
| Le Tumulte des sentiments          | Roberto Gavaldón           | Mexique            | María Félix, Jack Palance                                                 |
| Un homme facile                    | Paolo Heusch               | Italie             |                                                                           |
| Le Village au bord de la rivière   | Fons Rademakers            | Pays-Bas           | Max Croiset                                                               |
| Poeten og Lillemor                 | Erik Balling               | Danemark           | Henning Moritzen, Helle Virkner                                           |
| La Charrette fantôme               | Arne Mattsson              | Suède              | Ulla Jacobsson                                                            |
| Hassan wa Nayima (en)              | Henri Barakat              | Égypte             |                                                                           |
| Herren og hans tjenere             | Arne Skouen                | Norvège            | Claes Gill                                                                |
| Home Is the Hero (en)              | Fielder Cook               | Irlande            | Walter Macken                                                             |
| Archimède le clochard              | Gilles Grangier            | France             | Jean Gabin, Darry Cowl, Bernard Blier                                     |
| Une fille très avertie             | Charles Walters            | États-Unis         | David Niven, Shirley MacLaine, Gig Young, Rod Taylor                      |
| Jonggak                            | Ju-nam Yang                | Corée du Sud       |                                                                           |
| Meus Amores no Rio (es)            | Carlos Hugo Christensen    | Brésil, Argentine  |                                                                           |
| Astéro                             | Dinos Dimopoulos           | Grèce              | Aliki Vouyoukláki                                                         |
| Hadaka no taiyō                    | Miyoji Ieki                | Japon              |                                                                           |
| Panoptikum 59                      | Walter Kolm-Veltée         | Autriche           | Michael Heltau                                                            |
| Et tout le reste n'est que silence | Helmut Käutner             | Allemagne          | Hardy Krüger, Peter van Eyck, Ingrid Andree                               |
| Sagar Sangamey (en)                | Debaki Bose                | Inde               | Bharati Devi                                                              |
| Les Cousins                        | Claude Chabrol             | France             | Gérard Blain, Jean-Claude Brialy, Juliette Mayniel                        |
| Seltsame Gäste                     | Leopoldo Torre Nilsson     | Argentine          | Elsa Daniel                                                               |
| Une espèce de garce                | Sidney Lumet               | États-Unis         | Sophia Loren, Tab Hunter, Jack Warden                                     |
| Les Étoiles de midi                | Marcel Ichac               | France             | Roger Blin                                                                |
| Sven Dufva, der Held               | Edvin Laine                | Finlande           |                                                                           |
| Les Yeux du témoin                 | J. Lee Thompson            | Royaume-Uni        | John Mills, Horst Buchholz, Hayley Mills                                  |
| Lendemain de week-end              | Luigi Comencini            | Allemagne          | O. W. Fischer, Ulla Jacobsson, Vera Tschechowa, Robert Graf, Werner Finck |
| La Forteresse cachée               | Akira Kurosawa             | Japon              | Toshirō Mifune                                                            |
| Les Loups dans l'abîme             | Silvio Amadio              | France, Italie     | Massimo Girotti                                                           |
| Zehn Gewehre warten                | José Luis Sáenz de Heredia | Espagne, Italie    | Francisco Rabal                                                           |
| Der zerbrochene Talisman (en)      | Siamak Yasemi              | Iran               |                                                                           |
| L'Île des réprouvés                | Harry Watt                 | Royaume-Uni        | Aldo Ray                                                                  |

## Palmarès
- Ours d'or : Les Cousins de Claude Chabrol
- Ours d'argent du meilleur acteur : Jean Gabin pour Archimède le clochard de Gilles Grangier
- Ours d'argent de la meilleure actrice : Shirley MacLaine pour Une fille très avertie de Charles Walters
- Ours d'argent du meilleur réalisateur : Akira Kurosawa pour La Forteresse cachée